# Hyponerita carinaria
Hyponerita carinaria är en fjärilsart som beskrevs av William Schaus 1905. Hyponerita carinaria ingår i släktet Hyponerita och familjen björnspinnare. Inga underarter finns listade i Catalogue of Life.